# Beech Mountain
Beech Mountain é uma cidade  localizada no estado norte-americano de Carolina do Norte, no Condado de Avery e Condado de Watauga.

## Demografia
Segundo o censo norte-americano de 2000, a sua população era de 310 habitantes. 
Em 2006, foi estimada uma população de 308, um decréscimo de 2 (-0.6%).

## Geografia
De acordo com o United States Census Bureau tem uma área de 
17,2 km², dos quais 17,2 km² cobertos por terra e 0,0 km² cobertos por água.

## Localidades na vizinhança
O diagrama seguinte representa as localidades num raio de 12 km ao redor de Beech Mountain. 